# ArenaBowl XII
Match précédent Match suivant
L'Arena Bowl XII est le douzième ArenaBowl de l'Arena Football League qui se déroule le 23 août 1998 à l'Amalie Arena de Tampa en Floride. Elle met en présence les Predators d'Orlando numéro 4 de la saison régulière avec un bilan de 9-5 de la conférence nationale contre le numéro 1, le Storm de Tampa Bay qui présentent un bilan de 12-2, également de la conférence nationale. C'est le deuxième et dernier ArenaBowl à avoir la rivalité War on I-4 (en) sur la grande scène. Pour les Predators, il s'agit de leur quatrième apparition en huit ans d'existence (après avoir perdu les ArenaBowls VI, VIII et IX). Cette année, ils sont sous le commandement de Jay Gruden, entraîneur-chef en première année (et ancien quarterback de Tampa Bay). Pour le Storm, il s'agit de leur huitième participation, alors qu'ils visent leur cinquième titre ArenaBowl en huit saisons. Non seulement ils affronteront leurs rivaux d'Orlando, mais ils devront également affronter leur ancien joueur vedette, Jay Gruden.

## Sommaire du match
Au premier quart-temps, les Predators frappent en premier, le kicker David Cool inscrivant un field goal de 23 yards, mais le Storm prend les devants avec le quarterback Peter Tom Willis complétant une passe de 12 yards pour George LaFrance. Orlando répondra avec le quarterback Pat O'Hara en complétant une passe de TD de 23 yards à Robert Gordon, mais Tampa Bay réplique alors que Willis et LaFrance se retrouvent à nouveau dans une passe TD de 9 yards.
Au deuxième quart-temps, les Predators se rapprochent avec le quarterback réserve Connell Maynor qui inscrit un touchdown après un rush de 3 yards, tandis que le kicker de Storm, Björn Nittmo, inscrit un field goal de 44 yards. Ensuite, Orlando prend les devants avant la mi-temps et Rick Hamilton obtient une course de TD de 36 yards.
Au troisième quart-temps, les Predators prennent le contrôle grâce à Hamilton et une course de TD de 5 yards. Webbie Burnett plaque George LaFrance dans la zone de buts, ce qui donne les deux points d'un safety, après que LaFrance récupère son propre fumble dans la zone des buts après avoir été heurté sur la ligne de un yard. Barry Wagner retourne un field goal manqué avec un rush de 48 yards pour un touchdown. La seule réponse que Tampa Bay puisse montrer est que Willis et LaFrance se retrouvent à nouveau pour une passe de 7 yards. Par la suite, Orlando termine la période avec Cool inscrivant un but de 20 yards.
Au quatrième quart-temps, les Predators continuent leur combat avec Damon Mason renvoyant une interception de 22 yards pour un touchdown (avec un point extra raté). Tout ce qui reste de la puissance de feu de Tampa Bay un e passe de TD de Willis (8 verges) pour Stevie Thomas (avec une transformation ratée). Immédiatement après, Orlando remporte son tout premier titre de l'Arena Bowl avec Gordon, qui retourne un kick off de 8 yards pour un touchdown.
Avec cette victoire les Predators obtiennent leur premier titre.

## Évolution du score
| Temps           | Description des actions                                                                            | Score OR-TB | Score OR-TB |
| --------------- | -------------------------------------------------------------------------------------------------- | ----------- | ----------- |
| 1er Quart-temps | |             |             |
| 10:52           | FG de 23 yards par Cool                                                                            |             | 03-0        |
| 07:34           | TD de 12 yards par LaFrance à la suite d'une passe de Willis (PAT de Nittmo)                       |             | 03-07       |
| 04:16           | TD de 23 yards par Gordon à la suite d'une passe de O`Hara (PAT de Cool)                           |             | 10-07       |
| 00:31           | TD de 9 yards par LaFrance à la suite d'une passe de Willis (PAT de Nittmo)                        |             | 10-14       |
| 2e Quart-temps  | |             |             |
| 07:47           | TD de 3 yards à la course par Maynor (PAT de Cool)                                                 |             | 17-14       |
| 04:34           | FG de 44 yards par Nittmo                                                                          | Égalité     | 17-17       |
| 02:31           | TD de 36 yards à la course par Hamilton (PAT de Cool)                                              |             | 24-17       |
| 3e Quart-temps  | |             |             |
| 14:03           | TD de 5 yards à la course par Hamilton (PAT de Cool)                                               |             | 31-17       |
| 13:12           | Safety par Burnett                                                                                 |             | 33-17       |
| 10:02           | TD de 10 yards à la course par Hamilton (PAT de Cool)                                              |             | 40-17       |
| 05:25           | FG manqué retourné pour 48 yards par Wagner (PAT de Cool)                                          |             | 47-17       |
| 04:01           | TD de 7 yards par LaFrance à la suite d'une passe de Willis (conversion de 2 pts par Bowden)       |             | 47-25       |
| 00:24           | FG de 20 yards par Cool                                                                            |             | 50-25       |
| 4e Quart-temps  | |             |             |
| 14:22           | Inteception retournée pour 22 yards par Mason (PAT manqué de Cool)                                 |             | 56-25       |
| 11:34           | TD de 8 yards par Thomas à la suite d'une passe de Willis (conversion de 2 pts manquée par Willis) |             | 56-31       |
| 10:46           | Kickoff retourné pour 8 yards par Gordon (PAT manqué de Cool)                                      |             | 62-31       |

## Les équipes en présence
| Joueur            | Position | Université               |
| ----------------- | -------- | ------------------------ |
| Ron Adams         | QB       | Eastern Michigan         |
| Mel Agee          | DE-DT    | Illinois                 |
| Les Barley        | FB/LB    | Winston-Salem State (NC) |
| Wilky Bazile      | DT,OL/DL | Syracuse                 |
| Terry Beauford    | OL/DL,G  | Florida A&M              |
| Sylvester Bembery | OL/DL    | Central Florida          |
| Andre Bowden      | FB/LB,LB | Fayetteville State (NC)  |
| Keo Coleman       | LB       | Mississippi St.          |
| Corey Dowden      | DB       | Tulane                   |
| Rich Fall         | K        | Arizona                  |
| Robert Goff       | DE-DT-NT | Auburn                   |
| Johnnie Harris    | DB       | Mississippi St.          |
| Steve Houghton    | OL/DL    | Ferris State (MI)        |
| Tony Jones        | FB/LB    | Illinois State           |
| George LaFrance   | OS       | Baker (KS)               |
| Bryan Martin      | QB       | Weber State              |
| Alvoid Mays       | DB       | West Virginia            |
| Cedric McKinnon   | FB/LB    | Bethune-Cookman          |
| Bjorn Nittmo      | K        | Appalachian St.          |
| Cornell Parker    | WR/DB    | Southern Methodist       |
| Tracey Perkins    | DS,DB    | Lamar (TX)               |
| Lynn Rowland      | OL/DL    | Arkansas State           |
| Lawrence Samuels  | WR/LB    | Livingston (AL)          |
| Tracy Sanders     | WR/DB,DB | Florida State            |
| Stevie Thomas     | WR/LB    | Bethune-Cookman          |
| Wayne Walker      | WR       | Texas Tech               |
| Wayne Williams    | WR/DB    | Louisiana State          |
| Peter Willis      | QB       | Florida St.              |
| Nyle Wiren        | DL       | Kansas State             |
| Tony Woods        | DT       | Rose St.                 |
| Antoine Worthman  | WR/DB,DB | Illinois State           |
| Willie Wyatt      | NT       | Alabama                  |

| Joueur          | Position    | Université             |
| --------------- | ----------- | ---------------------- |
| Chris Barber    | DB          | North Carolina A&T     |
| Webbie Burnett  | OL/DL,DT    | Western Kentucky       |
| David Cool      | K           | Georgia Southern       |
| Bret Cooper     | WR/DB       | Central Florida        |
| James Crockett  | WR/DB       | Louisiana Tech         |
| Tommy Dorsey    | FB/LB       | North Carolina Central |
| Eric Drakes     | OL/DL       | Akron                  |
| Corris Ervin    | DS,DB,CB,DB | Central Florida        |
| Jeff Faulkner   | DE-DT       | Southern               |
| Kevin Gaines    | DB          | Louisville             |
| Bob Gordon      | WR,OS       | Nebraska               |
| Franco Grilla   | K           | Central Florida        |
| Sam Hairston    | DE,DL,OL/DL | North Carolina A&T     |
| Bill Hall       | FB/LB       | Missouri Western       |
| Victor Hall     | OL/DL,TE    | Auburn                 |
| Rick Hamilton   | LB          | Central Florida        |
| Kelvin Ingram   | OL/DL       | Oklahoma State         |
| Kevin Johnson   | DT          | Texas Southern         |
| Chad Johnston   | QB          | West Virginia          |
| Bruce LaSane    | WR/LB,WR    | Florida State          |
| Ty Law          | WR/LB       | Rice                   |
| Reginald Lee    | OL/DL,LB    | Youngstown State       |
| Damon Mason     | WR/DB       | Southwestern Louisiana |
| Connell Maynor  | QB          | North Carolina A&T     |
| Kenny McEntyre  | DB          | Kansas State           |
| Rich McKenzie   | LB          | Penn St.               |
| Pat O'Hara      | QB          | Southern California    |
| Jerry Odom      | FB/LB       | Florida                |
| Jeff Parker     | WR          | Bethune-Cookman        |
| Howard Smothers | OL/DL       | Bethune-Cookman        |
| Connell Spain   | OL/DL       | Florida State          |
| Matt Storm      | OL/DL,OG    | Georgia                |
| Barry Wagner    | WR          | Alabama A&M            |

## Statistiques par équipe
| Données                   | Orlando | Tampa Bay |
| ------------------------- | ------- | --------- |
| 1er Downs                 | 17      | 12        |
| Yards à la course         | 127     | 2         |
| Yards à la passe          | 114     | 213       |
| Fumbles/Perdu             | 1/0     | 1/0       |
| Yards en retour de Fumble | 0       | 0         |
| Pénalités/Yards           | 12/54   | 11/52     |
| Temps de possession       | 35:16   | 24:44     |
| Conversion de 3e Down     | 2/7     | 2/4       |
| Conversion de 4e Down     | 1/1     | 0/0       |